# Акацуки (эсминец)
«Акацуки» (яп. 暁, Заря) был двадцать первым эсминцем типа «Фубуки» или головным кораблем подтипа «Акацуки». Построен для Императорского Японского флота в межвоенный период. При вводе в эксплуатацию эти корабли были самыми мощными эсминцами в мире.

## История
Строительство передовых эсминцев класса «Фубуки» было разрешено в рамках программы расширения Императорского флота Японии с 1923 года, призванной дать Японии качественное преимущество перед самыми современными кораблями в мире. Класс «Фубуки» имел характеристики, которые были квантовым скачком по сравнению с предыдущими проектами эсминцев, настолько, что они были обозначены как эсминцы специального типа (特型, Токугата). Большие размеры, мощные двигатели, высокая скорость, большой радиус действия и беспрецедентное вооружение придавали этим эсминцам огневую мощь, аналогичную многим легким крейсерам других флотов. Подкласс «Акацуки» был улучшенной версией «Фубуки», внешне почти идентичной, но с измененной двигательной установкой.
«Акацуки», построенный в военно-морском арсенале Сасебо, был первым из улучшенной серии эсминцев «Тип III» «Фубуки», включающей модифицированную орудийную башню, которая увеличила возвышение главного калибра — морских орудий типа 3 калибра 127 мм — с 75°, в отличие от оригинальных 40°, что позволило использовать их как универсальные орудия двойного назначения, против морскихцелей и самолетов. «Акацуки» был заложен 17 февраля 1930 года, спущен на воду 7 мая 1932 года и введен в строй 30 ноября 1932 года.

## История эксплуатации
После завершения строительства «Акацуки» был назначен в дивизион эсминцев 6 вместе со своими систершипами «Иназума», «Хибики» и «Икадзути» в составе 1-го флота IJN. 1 августа 1935 года он участвовал в маневрах у залива Исэ, когда в 14:27 столкнулся с подводной лодкой I-6. У I-6 были повреждены перископы.
Аналолгично другим кораблям этого типа, «Акацуки» был модифицирован в середине 1930-х годов как для исправления конструктивных недостатков, так и для повышения боевых возможностей. Участвовал в операциях во Второй китайско-японской войне, разразившейся в июле 1937 года.

### Вторая Мировая война
Во время нападения на Перл-Харбор «Акацуки» был приписан к 6-му дивизиону эсминцев 1-й эскадры IJN 1-го флота и развернут из района охраны Мако для прикрытия десантных операций в британской Малайе, а затем для операций против Нидерландской Ост-Индии, включая вторжение на западную Яву и 17 марта 1942 года атаковал, но не потопил подводную лодку USS Permit.
После возвращения в военно-морской арсенал Йокосука для технического обслуживания в марте 1942 года «Акацуки» был развернут из района охраны Оминато в поддержку северных сил адмирала Босиро Хосогаи в алеутской кампании, патрулируя воды вокруг Киски и Атту в июне и июле и буксируя поврежденный «Хибики» из Киски обратно в Парамушир к Курильским островам. До начала августа он продолжал патрулировать северные районы островов Тисима и Алеутских островов. После ремонта в Йокосуке в конце июля «Акацуки» был назначен в качестве эскорта для новых авианосцев «Дзуйхо» и «Уне», которые он сопровождал в Трук, а также миссии на Соломоновых островах и обратно в военно-морской округ Куре.
С октября «Акацуки» использовался для многочисленных скоростных перевозок «Токийский экспресс» на Соломоновы острова.
25 октября 1942 года «Акацуки», «Икадзути» и «Сирацую» совершили дневной рейд в акваторию пролива Айронботтом у берегов Гуадалканала. В результате действий был поврежден быстроходный тральщик USS «Zane», а буксир USS «Seminole» и патрульный корабль YP-284 были потоплены, прежде чем японские корабли были отброшены береговой артиллерией морской пехоты США. «Акацуки» получил легкие повреждения, когда его орудийная башня № 3 была поражена береговой артиллерией, четыре члена экипажа погибли.
Через три недели «Акацуки» вернулся в «Айронботтом Саунд» в составе мощной артиллерийской группировки, построенной вокруг линкоров «Хиэй» и «Кирисима». В ночь с 12 на 13 ноября 1942 года в морском сражении за Гуадалканал это подразделение столкнулось с оперативной группой эсминцев и крейсеров ВМС США. Действовал на правом фланге японских линкоров. «Акацуки» приписывают освещение, а затем торпедирование USS «Atlanta», однако младший торпедный офицер Митихару Синья — один из немногих выживших — позже недвусмысленно заявил, что «Акацуки» был поражен огнем, прежде чем смог выпустить торпеды. Вскоре был сильно поражен американским огнем и затонул в начале боя у острова Саво с потерей всех членов экипажа, кроме 18 (из общего числа 197), которые позже были захвачены американскими войсками. Эти члены экипажа позже были заключены в лагерь военнопленных Фезерстон в Новой Зеландии.
15 декабря 1942 года «Акацуки» был исключен из списков флота.